# Arena (아시아의 음반)
| 전문가 평가 | 전문가 평가 |
| 평가 점수   | 평가 점수   |
| 출처        | 점수        |
| ----------- | ----------- |
| AllMusic    | [ 1 ]       |

《Arena》는 1996년 3월 4일, 불렛 프루프 레코드가 발매한 영국의 프로그레시브 록 밴드 아시아의 여섯 번째 스튜디오 음반이다. 1995년 런던의 일렉트릭 팰리스 스튜디오에서 녹음된 이 곡은 보컬리스트 존 페인과 키보디스트 제프 다운스가 프로듀싱했다. 이 음반은 라틴과 중동의 영향을 받아 좀 더 어쿠스틱한 프로덕션 스타일을 채택한 아시아의 일반적인 사운드에서 탈피한 것이다.

## 배경
아시아의 이전 음반인 《Aria》는 낮은 판매량으로 인해 프로모션을 거의 받지 못했고, 1994년 투어 기간 동안 관객 수가 감소하였다. 이에 자극을 받아 제프 다운스와 존 페인은 새로운 과감한 방향으로 후속 작업을 진행하기로 결정했다. 스티브 하우는 녹음 세션에 복귀하라는 연락을 받았으나 당시 예스와의 의무 때문에 합류할 수 없었다. 결국 존 페인, 엘리엇 랜들, 아지즈 이브라힘은 각각 음반에서 기타 역할을 맡았다. 이를 통해 잼 세션에서 라틴풍의 사운드가 나오기 시작했는데, 이 밴드는 이것이 그들이 찾던 새로운 방향이라고 느꼈다. 〈The Day Before the War〉, 〈U Bring Me Down〉 등의 형태로 등장한 음악에 더 길고 프로그레시브 곡들을 넣으려는 의식적인 노력도 있었다. 음반 발매 기한을 맞추기 위해, 다운스와 페인은 때때로 하루에 15시간을 녹음하고 믹싱하는 데 소비하며 완제품을 손상시키지 않았다.
1995년 크리스마스 휴가 동안 일렉트릭 팰리스 스튜디오에서 파이프가 터져 수천 달러의 장비가 파괴됐다. 1996년 1월에 돌아와 보니 잔해 속에서 사용하지 않은 물질로 채워진 테이프가 남아 있었다. 그 해 말, 《Archiva 1》과 《Archiva 2》가 발매되었고, 그 중 후자는 오리지널 《Arena의》 수록곡이었던 T〈hat Season〉을 수록했다.

## 반응
《Arena》는 엇갈린 평가를 받았다. 음악 평론가 필 반헬든은 "아시아는 경쾌한 템포, 무거운 신시사이저 사용, 기억하기 쉬운 보컬로 전통적인 형태로 돌아왔습니다. 저는 이 음반이 현재까지 발매된 음반 중 가장 좋은 음반이라고 생각하지는 않지만, 매우 가깝고 잘 만들어진 CD입니다." 스푸트니크뮤직은 프로듀싱과 작곡은 칭찬했지만, 존 페인의 보컬과 음반의 길이는 비판했다. 올뮤직의 게리 힐은 이 음반이 명확한 방향성이 부족하다고 믿으면서, 아시아 전작의 "약하고 거의 가공된 질감"을 떨어뜨렸다고 언급했다.

## 곡 목록
모든 곡들은 특별한 언급이 없는 한 존 페인과 제프 다운스에 의해 작사/작곡하였다.
| #   | 제목                       | 작사·작곡                                  | 재생 시간 |
| --- | -------------------------- | ------------------------------------------ | --------- |
| 1.  | 〈Into the Arena〉         | 다운스, 페인, 엘리엇 랜들, 호테이 토모야스 | 2:59      |
| 2.  | 〈Arena〉                  |                                            | 5:16      |
| 3.  | 〈Heaven〉                 |                                            | 5:17      |
| 4.  | 〈Two Sides of the Moon〉  |                                            | 5:22      |
| 5.  | 〈The Day Before the War〉 |                                            | 9:09      |
| 6.  | 〈Never〉                  |                                            | 5:32      |
| 7.  | 〈Falling〉                |                                            | 4:58      |
| 8.  | 〈Words〉                  |                                            | 5:19      |
| 9.  | 〈U Bring Me Down〉        | 페인, 다운스, 아지즈 이브라힘              | 7:07      |
| 10. | 〈Tell Me Why〉            |                                            | 5:14      |
| 11. | 〈Turn It Around〉         | 다운스, 페인, 마이크 스터지스              | 4:29      |
| 12. | 〈Bella Nova〉             |                                            | 3:11      |

| #   | 제목            | 재생 시간 |
| --- | --------------- | --------- |
| 13. | 〈That Season〉 | 4:51      |